# Layang Lekat
Layang Lekat is een bestuurslaag in het regentschap Bengkulu Tengah van de provincie Bengkulu, Indonesië. Layang Lekat telt 317 inwoners (volkstelling 2010).